# Casa-fuerte de El Campillo
La casa-fuerte de El Campillo es una residencia palaciega tardomedieval, con orígenes en el siglo XII, pertenece al sexmo  segoviano de Casarrubios. Se halla en la finca del mismo nombre, dentro del municipio español de El Escorial, en la zona noroeste de la Comunidad de Madrid, emplazada entre San Lorenzo y Guadarrama
Históricamente ha estado vinculada a la realeza, en primer término, como pabellón de caza de la Casa de Trastámara y, posteriormente, como parte integrante del territorio de realengo y abadengo, al que quedó adscrito el entorno del Monasterio de El Escorial, en tiempos de Felipe II. 

## Historia

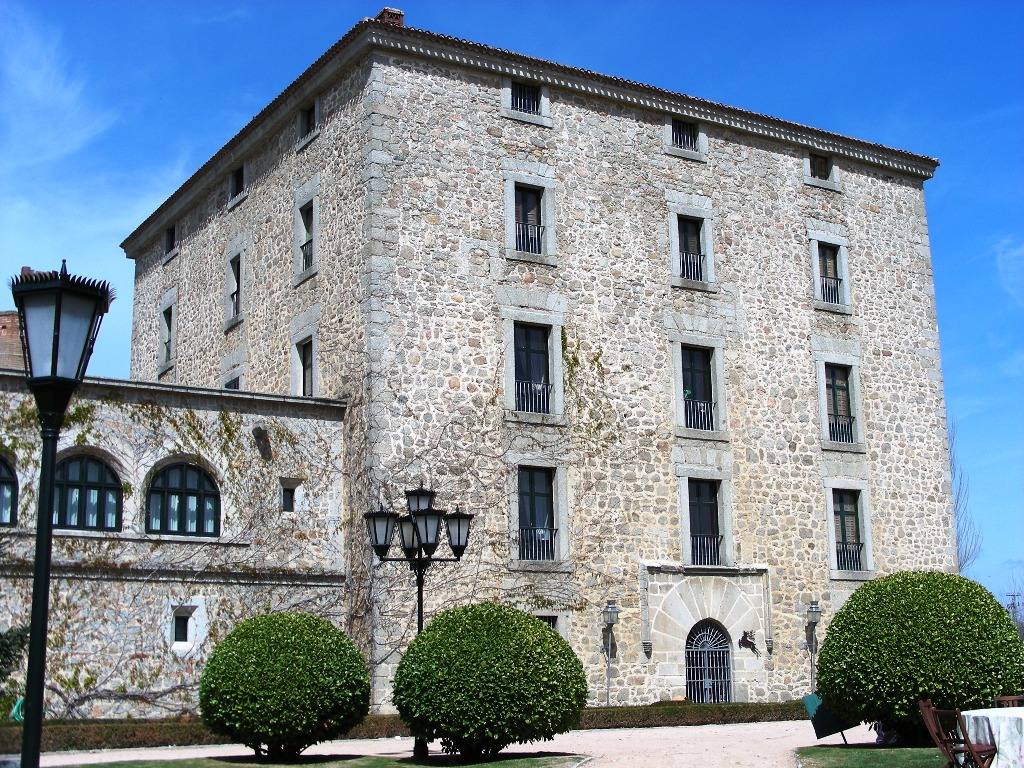
El edificio se estructura en dos grandes volúmenes.

El edificio está situado en una antigua villa de origen medieval, a la que la Casa de Trastámara acudía con asiduidad, dada su riqueza cinegética, y que quedó despoblada durante el proceso de anexiones desarrollado por el rey Felipe II (1527-1598) a partir de 1561, para la constitución del Real Sitio de El Escorial. 
A partir de los siglos XI-XII se repobló la zona donde está ubicado El Campillo tras la caída de Toledo, gracias a los ganaderos segovianos que aprovecharon el terreno como pasos para sus ganados. A partir del siglo XIII se repartió el terreno en sexmos.  
El pueblo quedó convertido en una finca de recreo, ya que con la edificación del Monasterio de El Escorial, Felipe II compró a Bernardino de Cárdenas los lugares de Campillo y Monasterio integrándolo en el vasto parque natural para uso personal del monarca, en la que también se realizaban explotaciones agrícolas y ganaderas, destinadas al abastecimiento del Monasterio de El Escorial.  
La torre fue reformada por Francisco de Mora en el siglo XVI para que pudiera estar integrada dentro de las posesiones de El Escorial y  como una residencia más en el camino del Monasterio de San Lorenzo de El Escorial.  
No existen datos concretos sobre el origen del edificio. Es probable que fuera mandado levantar por Enrique IV de Castilla (1425-1474), quien dotó a la construcción de un aire fortificado. Con el paso del tiempo, fue transformándose, con la progresiva eliminación de los elementos militares primitivos y su adaptación en residencia palaciega. Las principales reformas y remodelaciones fueron emprendidas en la segunda mitad del siglo XVI, durante el reinado de Felipe II. En esta época se permitió la construcción de viviendas a algunos servidores del monarca en los alrededores de la residencia regia, así por ejemplo, Jehan Lhermite construyó la suya al norte.
Por esta casa-fuerte han desfilado diferentes personalidades históricas, caso de Rodrigo Manrique, padre del poeta Jorge Manrique, e Isabel la Católica. Actualmente se encuentra gestionada por una empresa privada, que explota el lugar como centro de convenciones y eventos.

## Descripción
El edificio está realizado enteramente en mampostería de piedra de granito, con cubiertas de teja. Presenta un aspecto austero, en la línea de las casas de labranza de la sierra de Guadarrama, en cuya vertiente meridional se encuentra emplazado. Consta de dos grandes volúmenes, construidos a cinco y dos alturas, en planta cuadrangular y rectangular, respectivamente. En una de las esquinas de la estructura, se eleva una torre de planta irregular. Destaca su acceso principal, conformado por una portada de estilo gótico tardío.

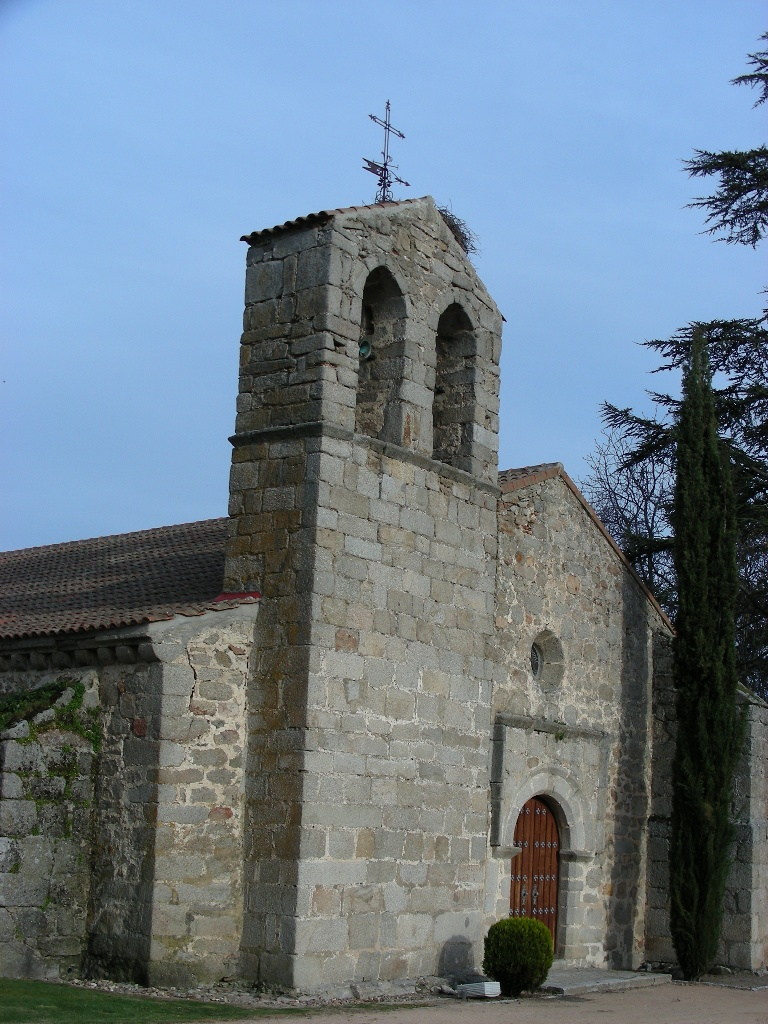
Iglesia de la Santísima Trinidad, en la finca de El Campillo.

La edificación de la casa-torre empezaría de la primera donación a los hermanos Ajofrín a finales del siglo XIV, ofreciendo su aspecto fortificado, sin embargo, tras su adquisición por Felipe II la casa-torre sufrió una gran reforma que cambiaria su aspecto interior y exterior.  Su resultado fue una vía integrada en el paisaje del mismo periodo que el Monasterio de El Escorial.
Su funcionalidad como castillo, al estar edificada en el siglo XIV cuando la frontera Andalusí, la casa-torre de El Campillo sería una muestra  del proceso de feudalización de su siglo de construcción. 
La reforma de Francisco de Mora tuvo aperturas en las fachadas, con forma rectangular de proporción 2-1, su pérdida de aspecto de fortaleza al perder los torreones de las esquinas. Interiormente se llevó la realización de grandes arcos de granito y una gran escalera de bóveda de granito con antepecho del mismo material, que conduciría a una sala de armas.
La casa-fuerte es el núcleo central de la finca de El Campillo, donde también se conservan otras construcciones de interés histórico-artístico, como las caballerizas, la iglesia de la Santísima Trinidad (también conocida como ermita de santa Filomena) y la fuente del Camino Real.